# Pyraminx
Pyraminx hay Rubik Kim tự tháp là Rubik có dạng tứ diện đều được phát triển bởi nhà phát minh Uwe Meffert từ năm 1981.

## Cấu tạo
Cấu tạo của khối gồm 4 khối đỉnh có thể xoay độc lập với nhau, 6 khối cạnh và 4 khối cầu nối đỉnh và cạnh. Những khối cầu nối này đều có dạng bát diện đều và có 3 mặt lộ ra ngoài. Chúng kết nối với nhau tạo nên một khung cố định tại tâm của cả khối.

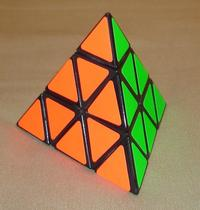
Rubik kim tự tháp hoàn chỉnh
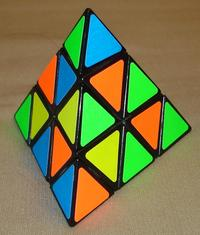
Rubik kim tự tháp đã xáo trộn
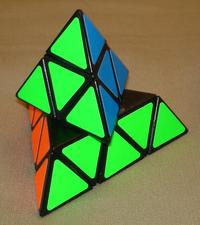
Rubik kim tự tháp đang xoay một đỉnh

## Số hoán vị
Mỗi khối đỉnh của Pyraminx có thể xoay độc lập theo 3 hướng tùy ý nên 4 khối đỉnh tạo 34 hoán vị.
Các khối cạnh tạo ra 6!/2 hoán vị và tạo ra 25 hướng. Còn 4 khối cầu nối tạo ra 34 hoán vị nên tổng số hoán vị là:
{\displaystyle {\frac {6!\times (3^{4})^{2}\times 2^{5}}{2}}=75582720.}
Đối với Tetraminx số hoán vị trên phải chia cho 34 do không có khối đỉnh.

## Cách giải
Để giải Pyraminx ta cần chỉnh các khối đỉnh về đúng khối cầu nối tương ứng, tiếp theo là giải đúng một mặt. Cuối cùng là chỉnh các khối cạnh còn lại về đúng vị trí.

## Các kỷ lục[1]
Kỷ lục giải Pyraminx đang thuộc về Dominik Górny (Ba Lan) thành tích 0,91 giây tại Byczy Cube Race 2018.
Kỉ lục trung bình 1,86 giây được giữ bởi Tymon Kolasiński (Ba Lan) tại giải Grudziądz Open 2019.

### Top 5 người có thành nhanh nhất
| Tên              | Giải quyết nhanh nhất | Cuộc thi                          |
| ---------------- | --------------------- | --------------------------------- |
| Dominik Górny    | 0,91 giây             | Byczy Cube Race 2018              |
| Rafał Waryszak   | 0,97 giây             | Santa Claus Cube Race Ba Lan 2019 |
| Tymon Kolasiński | 0,98 giây             | Byczy Cube Race 2018              |
| Adam Jagła       | 1,04 giây             | Santa Claus Cube Race Ba Lan 2019 |
| John Gaynor      | 1,04 giây             | Michigan Cubing Club Delta 2019   |

### Top 5 người có thành tích trung bình của 5 lượt giải nhanh nhất
| Tên                   | Trung bình nhanh nhất | Cuộc thi                         |
| --------------------- | --------------------- | -------------------------------- |
| Tymon Kolasiński      | 1,83 giây             | LLS II Biała Podlaska 2021       |
| Luke Van Laningham    | 1,88 giây             | Garrettsville G-Men Classic 2020 |
| Pavel Mesyatsev       | 2,03 giây             | Bogoroditsk Mở rộng 2021         |
| Drew Brads            | 2,04 giây             | Giải vô địch thế giới 2017       |
| Junqi Feng (冯 骏 骐) | 2,12 giây             | SJTU Winter Open 2018            |

## Biến thể

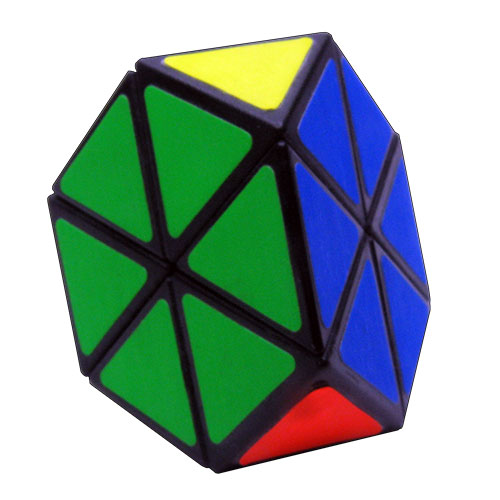
Tetraminx hoàn chỉnh

Do 4 khối đỉnh của Pyraminx có thể xoay biệt lập nên sau khi phát minh Pyraminx, Meffert đã phát triển thêm một biến thể khác. Đó là Tetraminx hay Rubik tứ diện khuyết đỉnh.